# Vasselin
 Vasselin  es una población y comuna francesa, en la región de Ródano-Alpes, departamento de Isère, en el distrito de La Tour-du-Pin y cantón de Morestel.

## Demografía
| 217 | 160 | 171 | 202 | 239 | 300 |
| Para los censos de 1962 a 1999 la población legal corresponde a la población sin duplicidades (Fuente: INSEE [Consultar]) |     |     |     |     |     |